# South West Osborn Island
South West Osborn Island är en ö i Australien. Den ligger i delstaten Western Australia, omkring 2 200 kilometer nordost om delstatshuvudstaden Perth. Arean är 13,7 kvadratkilometer. Den sträcker sig 7,5 kilometer i nord-sydlig riktning, och 5,1 kilometer i öst-västlig riktning.
Omgivningarna runt South West Osborn Island är huvudsakligen savann. Trakten runt South West Osborn Island är nära nog obefolkad, med mindre än två invånare per kvadratkilometer. Savannklimat råder i trakten. Genomsnittlig årsnederbörd är 1 438 millimeter. Den regnigaste månaden är januari, med i genomsnitt 365 mm nederbörd, och den torraste är juni, med 1 mm nederbörd.